# A Idade da Terra
A Idade da Terra is een Braziliaanse dramafilm uit 1980 onder regie van Glauber Rocha.

## Verhaal
De film is een aanklacht tegen de onderdrukking van de Derde Wereld. Het is een collage van beelden. Vier Christussen brengen het geloof naar de Derde Wereld.

## Rolverdeling
| Acteur              | Personage               |
| ------------------- | ----------------------- |
| Maurício do Valle   | Brahms                  |
| Jece Valadão        | Indiaanse Christus      |
| Antonio Pitanga     | Zwarte Christus         |
| Tarcísio Meira      | Militaire Christus      |
| Geraldo Del Rey     | Revolutionaire Christus |
| Ana Maria Magalhães | Aurora Madalena         |
| Norma Bengell       | Amazonenkoningin        |
| Danuza Leão         | Vrouw van Brahms        |
| Carlos Petrovicho   | Duivel                  |
| Mário Gusmão        | Babalaô                 |
| Paloma Rocha        | Jonge vrouw             |